# Боттс, Джеки
Джеки Боттс (Jackie Botts) — американская дата-журналистка и репортёр для Reuters, CalMatters и других изданий. В 2021 году стала одним из лауреатов Пулитцеровская премия за разъяснительный репортаж.

## Биография
Уроженка Санта-Барбары Боттс начала свою журналистскую карьеру с работы в локальном издании Santa Barbara Independent. В разные годы её материалы об иммиграции, окружающей среде и системе правосудия также публиковали издания Pacific Standard, Public Radio International, The World и The Philadelphia Inquirer. Работы Боттс появлялись в North State Public Radio и Jefferson Public Radio.
Также она выступала одним из журналистов национальной программы Report for America, в рамках которой путешествовала по стране, сообщая о локальных проблемах. Например, в 2017 году она получила премию Джеймса С. Робинсона для студентов-журналистов за серию статей, задокументировавших влияние лесных пожаров на общины иммигрантов в Северной Калифорнии.
В 2018 году Боттс поступила на магистерскую программу по журналистике Стэнфордского университета, во время которой присоединилась к отделу данных и расследований Reuters в качестве интерна. Вместе с коллегами она собирала и анализировала информацию о судебных делах, связанных с нарушением полицейскими полномочий. Журналисты выявили, что Верховный суд США принимал апелляции со стороны полицейских в таких делах в три с половиной раза чаще, чем от гражданских лиц. Серия работ о правовой доктрине, получившей название «квалифицированный иммунитет», была удостоена Пулитцеровской премии за пояснительную журналистику 2021 года. Вскоре после получения награды журналистка перешла в штат CalMatters и медиа-сотрудничества The California Divide, где освещала социальное и экономическое неравенство. В том же году она стала одним из лауреатов награды National Press Foundation за работу об усугублении бедности в период пандемии COVID-19.